# Дуонг Тхі Лан
Дуонг Тхі Лан (в'єт. Dương Thị Lan; нар. 6 квітня 1992) — в'єтнамська борчиня вільного стилю, бронзова призерка чемпіонату Азії, срібна призерка Ігор Південно-Східної Азії.

## Життєпис
Боротьбою почала займатися з 2007 року. У 2010 році стала срібною призеркою чемпіонату Азії серед юніорів. Через два роки вдруге стала віце-чемпіонкою Азії серед юніорів.
Виступала за борцівський клуб Тхайнгуєна. Тренери — Фрідон Чхартішвілі, Юхань Тан Дін.

## Спортивні результати на міжнародних змаганнях

### Виступи на Чемпіонатах світу
| Змагання                        | Збірна  | Вагова категорія          | Місце |
| ------------------------------- | ------- | ------------------------- | ----- |
| Чемпіонат світу з боротьби 2011 | В'єтнам | жіноча боротьба, до 59 кг | 16    |

### Виступи на Чемпіонатах Азії
| Змагання                       | Збірна  | Вагова категорія          | Місце  |
| ------------------------------ | ------- | ------------------------- | ------ |
| Чемпіонат Азії з боротьби 2011 | В'єтнам | жіноча боротьба, до 59 кг | Бронза |
| Чемпіонат Азії з боротьби 2012 | В'єтнам | жіноча боротьба, до 59 кг | 5      |

### Виступи на Іграх Південно-Східної Азії
| Змагання                        | Збірна  | Вагова категорія          | Місце  |
| ------------------------------- | ------- | ------------------------- | ------ |
| Ігри Південно-Східної Азії 2011 | В'єтнам | жіноча боротьба, до 59 кг | Срібло |

### Виступи на змаганнях молодших вікових груп
| Змагання                                      | Збірна  | Вагова категорія          | Місце  |
| --------------------------------------------- | ------- | ------------------------- | ------ |
| Чемпіонат Азії з боротьби серед юніорів 2010  | В'єтнам | жіноча боротьба, до 55 кг | Срібло |
| Чемпіонат Азії з боротьби серед юніорів 2011  | В'єтнам | жіноча боротьба, до 59 кг | 5      |
| Чемпіонат світу з боротьби серед юніорів 2011 | В'єтнам | жіноча боротьба, до 59 кг | 12     |
| Чемпіонат Азії з боротьби серед юніорів 2012  | В'єтнам | жіноча боротьба, до 55 кг | Срібло |
| Чемпіонат світу з боротьби серед юніорів 2012 | В'єтнам | жіноча боротьба, до 55 кг | 16     |